# Gallicolumba jobiensis
Gallicolumba jobiensis là một loài chim trong họ Columbidae.

## Hình ảnh

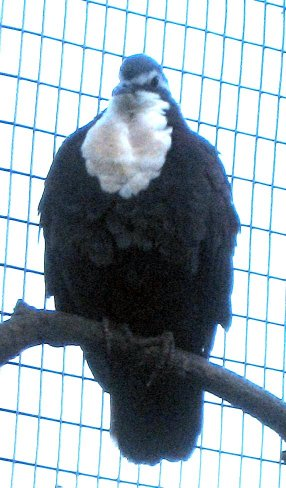
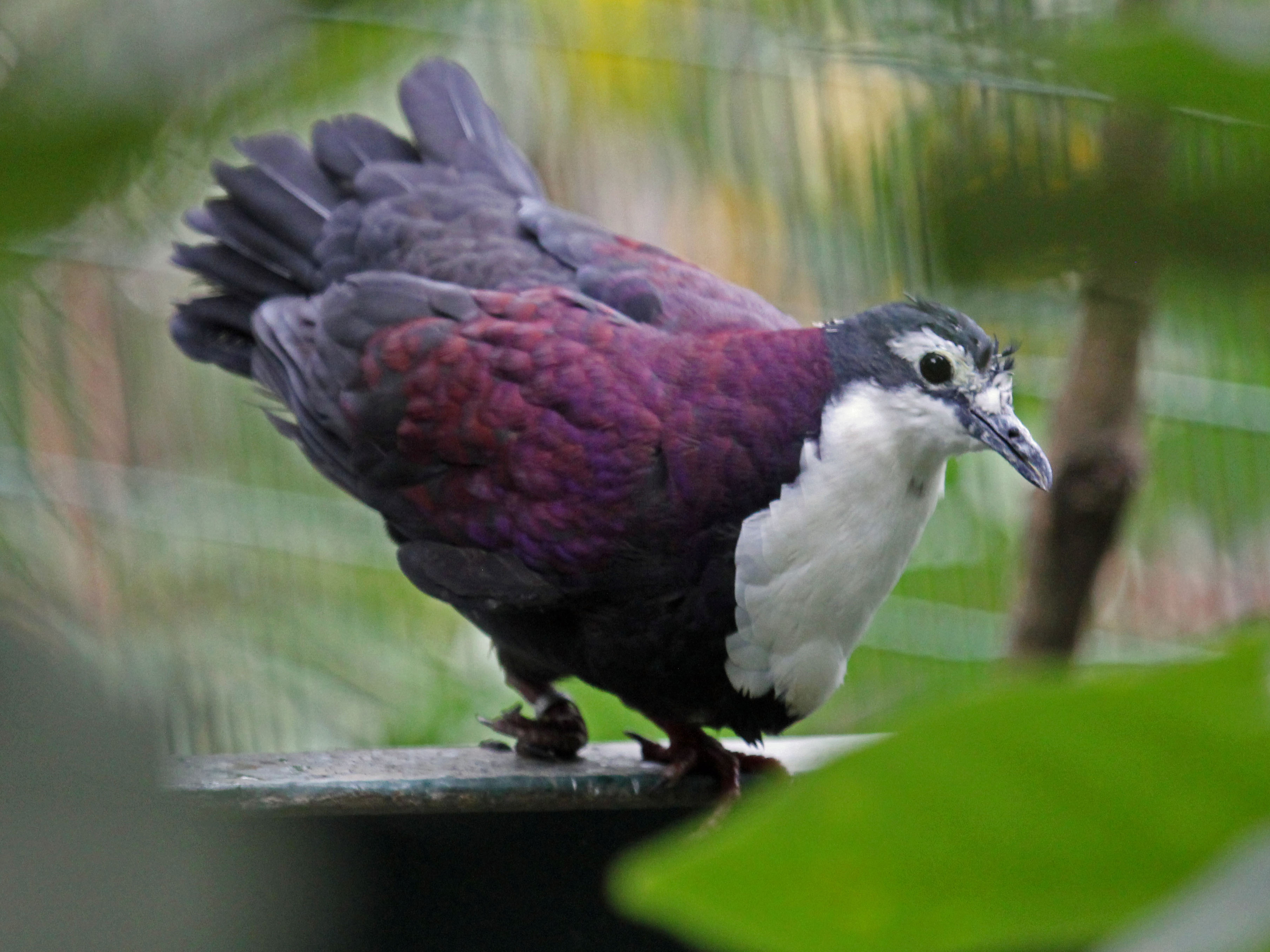